# Deutsche Botschaft Kinshasa
Die Deutsche Botschaft Kinshasa ist die offizielle diplomatische Vertretung der Bundesrepublik Deutschland in der Demokratischen Republik Kongo.

## Lage und Gebäude
Die Botschaft liegt wie viele andere ausländische Vertretungen im Stadtteil Gombe der Hauptstadt der Demokratischen Republik Kongo, Kinshasa. Zum 26 km östlich am Fluss Kongo gelegenen internationalen Flughafen Ndjili dauert die Fahrt rund eine Stunde. Der Anleger der Fähre nach Brazzaville ist 6 km entfernt und in 12 Minuten erreichbar; die Fährstrecke beträgt 4,5 km und die Überfahrt dauert eine gute halbe Stunde. Zum 350 km westlich am Fluss Kongo gelegenen Seehafen Matadi gelangt man in knapp sieben Stunden über die Orte Mbanza-Ngungu und Kenge auf der Nationalstraße 1.
Die Botschaft ist 1 km vom Außenministerium, das zentral im Regierungsviertel um den Place de l’Indépendence herum liegt, entfernt. In direkter Nachbarschaft der deutschen Vertretung befindet sich die Botschaft des Vereinigten Königreichs. Die Straßenadresse der Botschaft Kinshasa lautet: 82, Avenue Roi Baudouin, 8400 Kinshasa-Gombe (Ecke Avenue Zongo-Ntolo und Avenue De Lemera).
Die Botschaft war bis 1986 im 9. und 10. Stockwerk eines Büro- und Appartementgebäudes in der Avenue Lupungu am Hafen untergebracht. Von 1984 bis 1986 wurde am jetzigen Standort der Neubau von Kanzlei und Residenz des Botschafters durchgeführt. Erhöhte Sicherheitsanforderungen und notwendige Brandschutzvorkehrungen machten ebenso wie ein zunehmendes Besucheraufkommen der Visastelle eine Generalsanierung der Kanzlei erforderlich, die auch dazu diente, größere Instandsetzungsmaßnahmen vorzunehmen. Diese wurden im Jahr 2013 mit einem Finanzaufwand von rund 6 Millionen Euro erledigt. Im Zuge der Sanierung wurde auch die parkähnliche Gartenanlage von Botschaft und Residenz neu gestaltet.

## Aufgaben und Organisation
Die Botschaft Kinshasa hat den Auftrag, die bilateralen Beziehungen zum Gastland Demokratische Republik Kongo zu pflegen und die Bundesregierung über Entwicklungen im Gastland zu unterrichten. In der Botschaft werden die Sachgebiete Politik, Wirtschaft, Kultur und Entwicklungszusammenarbeit bearbeitet. Von 2015 bis 2019 stellte die Bundesregierung Unterstützungen in Höhe von 400 Mio. Euro zur Verfügung. Die Verbesserung der Lebensbedingungen der Bevölkerung und die Unterstützung bei Konfliktbearbeitung, Krisenprävention und Friedenserhaltung stehen im Vordergrund.
An der Botschaft ist ein deutscher Militärattaché im Rang eines Oberstleutnants tätig. In Bukavu und Lubumbashi sind Honorarkonsuln der Bundesrepublik Deutschland ansässig.
Die Botschaft bietet alle konsularischen Dienstleistungen für in der Demokratischen Republik Kongo und der Republik Kongo (Brazzaville) ansässige deutsche Staatsangehörige an. Sie stellt nationale Visa (Aufenthalt länger als 90 Tage) und Schengen-Visa für Staatsangehörige der Demokratischen Republik Kongo und der Republik Kongo (Brazzaville) aus. Ein Bereitschaftsdienst besteht für konsularische Notfälle.

## Geschichte
Die Bundesrepublik Deutschland unterhielt seit dem 27. April 1954 ein Konsulat im damaligen Leopoldville, das am 30. November 1958 zu einem Generalkonsulat gemacht wurde. Nachdem das Land am 30. Juni 1960 von Belgien als Kongo (Leopoldville) unabhängig geworden war, wurde die Botschaft der Bundesrepublik Deutschland am 25. Juli 1960 eröffnet.
Vom Februar 1999 bis zum 1. Oktober 2012 war der Leiter der Botschaft Kinshasa in der Republik Kongo (Brazzaville) nebenakkreditiert.
Die DDR und das damals als Zaire bezeichnete Land nahmen am 18. Dezember 1972 diplomatische Beziehungen auf, die im Jahr 1990 mit dem Beitritt der DDR zur Bundesrepublik Deutschland endeten. Von 1973 bis 1990 residierten die Botschafter der DDR in Kinshasa und waren teilweise in Nachbarstaaten nebenakkreditiert.